# Čou Jü-pching
Čou Jü-pching (čínsky pchin-jinem Zhōu Yùpíng, znaky 黃玉欣; * 22. února 1972) je bývalá tchajwanská zápasnice – judistka.

## Sportovní kariéra
Patřila k průkopnicím ženského sportovního juda na Tchaj-wanu. V tchajwanské reprezentaci se pohybovala od svých 13 let v superlehké váze do 48 kg. V roce 1987 vybojovala na mistrovství světa v Essenu třetí místo. V roce 1988 startovala na olympijských hrách v Soulu v ukázkové soutěži ženského juda, kde nestačila v úvodním kole na domácí Korejku Čo Min-son. Od roku 1989 přešla do vyšší pololehké váhy do 52 kg, ve které se přestala na světové úrvoni prosazovat a v roce 1992 se na olympijské hry v Barceloně nekvalifikovala. Sportovní kariéru ukončila v roce 1994.

## Výsledky
| Turnaj            | 1985            | 1986            | 1987            | 1988            | 1989           | 1990           | 1991           | 1992           | 1993 |
| Turnaj            | 13              | 14              | 15              | 16              | 17             | 18             | 19             | 20             | 21   |
| Turnaj            | superlehká váha | superlehká váha | superlehká váha | superlehká váha | pololehká váha | pololehká váha | pololehká váha | pololehká váha |      |
| ----------------- | --------------- | --------------- | --------------- | --------------- | -------------- | -------------- | -------------- | -------------- | ---- |
| Olympijské hry    |                 |                 |                 | 7.              |                |                |                | —              |      |
| Mistrovství světa |                 | 5.              | 3.              |                 | 5.             |                | úč.            |                | —    |
| Asijské hry       |                 |                 |                 |                 |                | 5.             |                |                |      |
| Mistrovství Asie  | 3.              |                 |                 | —               |                |                | 3.             |                | 5.   |
| MS juniorů        |                 |                 |                 |                 |                | 3.             |                |                |      |